# La Boussac
La Boussac (bretonisch: Labouseg; Gallo: Labóczac) ist eine französische Gemeinde mit 1.250 Einwohnern (Stand: 1. Januar 2022) im Département Ille-et-Vilaine in der Region Bretagne. Sie gehört zum Arrondissement Saint-Malo und zum Kanton Dol-de-Bretagne. Die Einwohner werden Boussacquais genannt.

## Geografie
La Boussac liegt etwa 30 Kilometer südöstlich von Saint-Malo und zehn Kilometer südlich der Ärmelkanalküste. Im Osten und Norden des Gemeindegebietes verläuft der Küstenfluss Guyoult. Umgeben wird La Boussac von den Nachbargemeinden Saint-Broladre im Norden, Sains im Nordosten, Pleine-Fougères im Osten, Trans-la-Forêt im Südosten, Broualan im Süden, Epiniac im Südwesten und Westen sowie Baguer-Pican im Nordwesten.

## Bevölkerungsentwicklung
| Jahr                       | 1962 | 1968 | 1975 | 1982 | 1990 | 1999 | 2006 | 2013 | 2020 |
| Einwohner                  | 1275 | 1152 | 964  | 937  | 909  | 973  | 1093 | 1135 | 1215 |
| Quellen: Cassini und INSEE |      |      |      |      |      |      |      |      |      |

## Sehenswürdigkeiten
- Kirche Saint-Pierre aus dem 19. Jahrhundert
- Priorei von Le Brégain, seit 1926 Monument historique

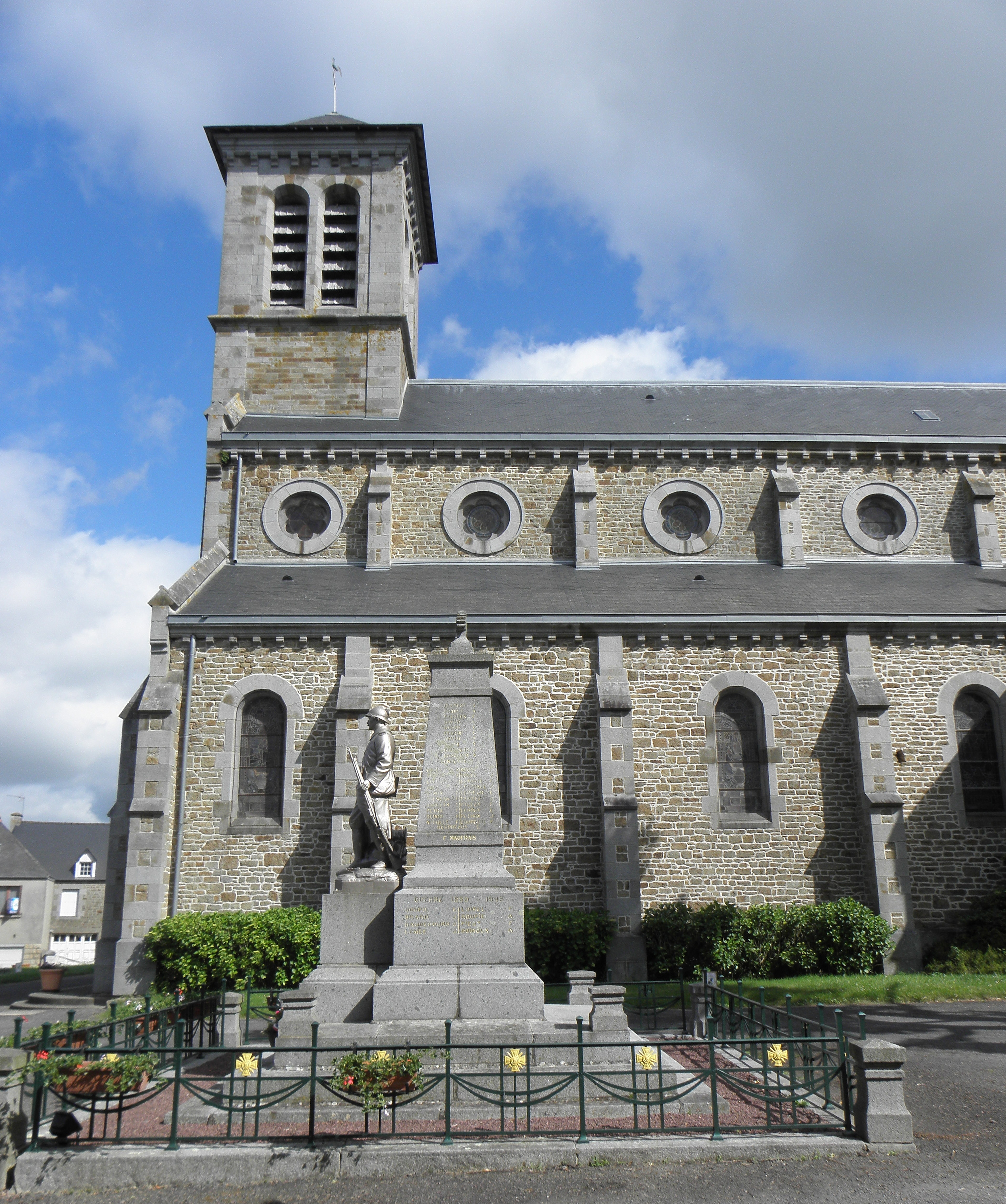
Kirche Saint-Pierre
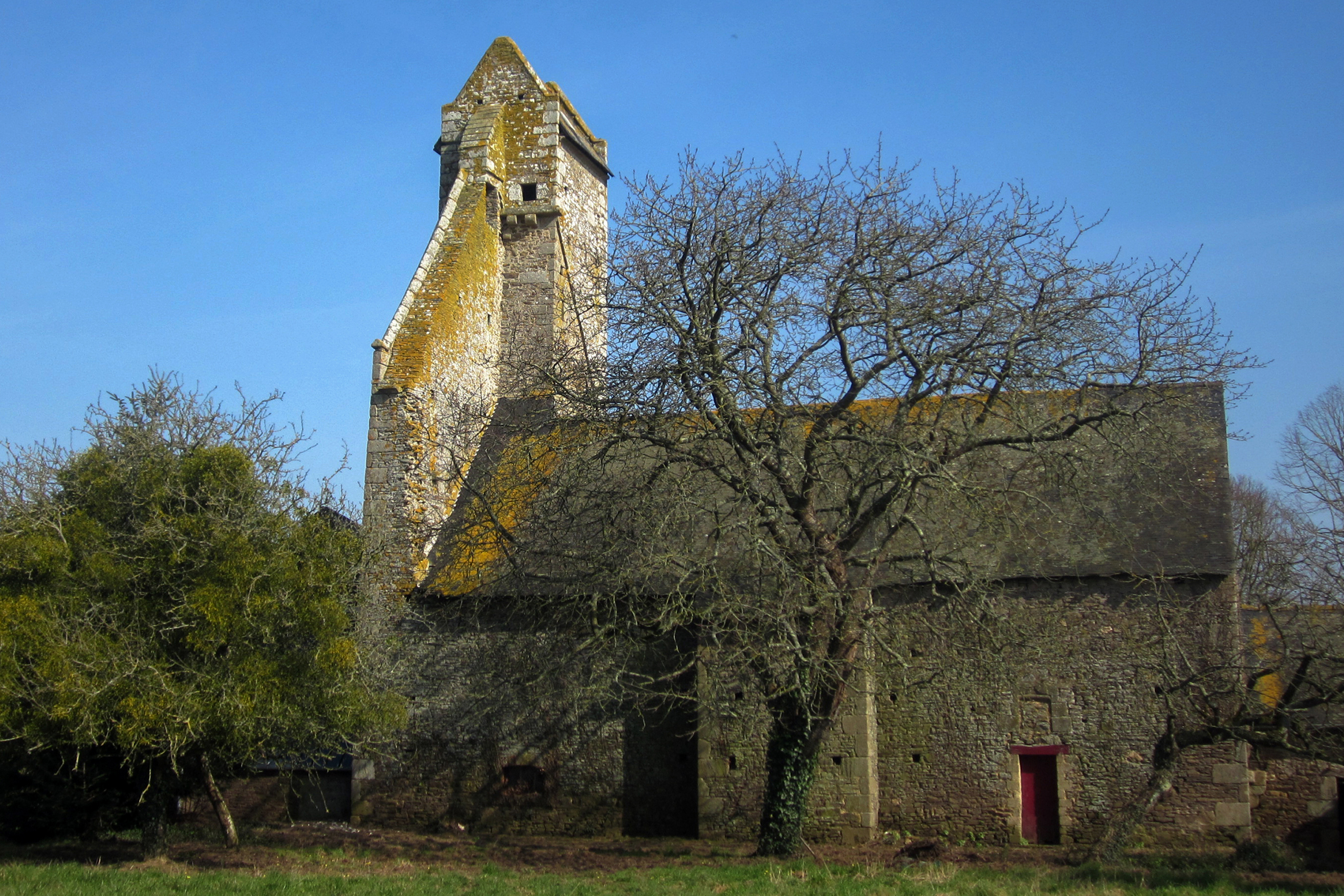
Priorei Le Brégain
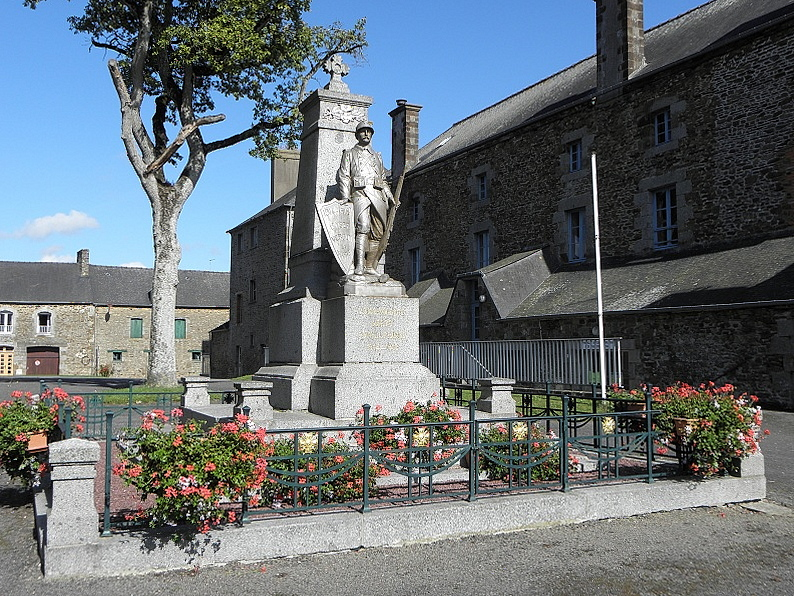
Gefallenendenkmal